# Nicholas Wolterstorff
Nicholas Wolterstorff (nascido em 21 de janeiro de 1932) é um filósofo americano. Um escritor prolífico com amplos interesses filosóficos e teológicos, escreveu livros sobre estética, epistemologia, filosofia política, filosofia da religião, metafísica e filosofia da educação. Em Fé e Racionalidade, Wolterstorff, Alvin Plantinga e William Alston desenvolveram e ampliaram a visão da epistemologia religiosa que passou a ser conhecida como epistemologia Reformada. Ele também ajudou a estabelecer o jornal Faith and Philosophy e Society of Christian Philosophers.

## Livros Selecionados
- On Universals: An Essay in Ontology. Chicago: University of Chicago Press. 1970.
- Reason within the Bounds of Religion. William B. Eerdmans Publishing Co. 1976. 2nd ed. 1984
- Works and Worlds of Art. Oxford: Clarendon Press. 1980.
- Art in Action: Toward a Christian Aesthetic. Grand Rapids: Wm. B. Eerdmans Publishing Co. 1980. 2nd ed. 1995
- Educating for Responsible Action.  Grand Rapids: Wm. B. Eerdmans Publishing Co. 1980.
- Until Justice and Peace Embrace. Grand Rapids: Eerdmans. 1983. 2nd ed. 1994.
- Faith and Rationality: Reason and Belief in God (ed. with Alvin Plantinga). Notre Dame: University of Notre Dame Press. 1984.
- Lament for a Son. Grand Rapids: Wm. B. Eerdmans Publishing Co. 1987.
- "Suffering Love" in Philosophy and the Christian Faith (ed.Thomas V. Morris). Notre Dame: University of Notre Dame Press. 1988.
- Divine Discourse: Philosophical Reflections on the Claim That God Speaks. Cambridge: Cambridge University Press. 1995.
- John Locke and the Ethics of Belief. Cambridge: Cambridge University Press. 1996.
- Religion in the Public Square (with Robert Audi). Lanham, MD: Rowman and Littlefield. 1997.
- Thomas Reid and the Story of Epistemology.  Cambridge: Cambridge University Press. 2001.
- Educating for Life: Reflections on Christian Teaching and Learning. Grand Rapids: Baker Academic. 2002.
- "An Engagement with Rorty" in The Journal of Religious Ethics, Vol. 31, No. 1 (Spring, 2003), pp. 129–139.
- Educating for Shalom: Essays on Christian Higher Education. Grand Rapids: Wm. B. Eerdmans Publishing Co. 2004.
- Justice: Rights and Wrongs. Princeton: Princeton University Press. 2008.
- Inquiring about God: Selected Essays, Volume I (ed. Terence Cuneo). Cambridge: Cambridge University Press. 2009.
- Practices of Belief: Selected Essays, Volume II (ed. Terence Cuneo). Cambridge: Cambridge University Press. 2009.
- Justice in Love. Grand Rapids: Wm. B. Eerdmans Publishing Co. 2011.
- The Mighty and the Almighty: An Essay in Political Theology. Cambridge: Cambridge University Press. 2012.
- Understanding Liberal Democracy: Essays in Political Philosophy (ed. Terence Cuneo). Oxford: Oxford University Press. 2012.
- Art Rethought: The Social Practices of Art. Oxford: Oxford University Press. 2015.